# کشیشتف استروئینسکی
کشیشتف استروئینسکی (لهستانی: Krzysztof Stroiński؛  ‏ تلفظ نام‌کوچک لهستانی: [ˈkʂɨʂtɔf]؛ ‏ زادهٔ ۹ اکتبر ۱۹۵۰) بازیگر اهل لهستان است.
از فیلم‌ها یا برنامه‌های تلویزیونی که وی در آن نقش داشته‌است، می‌توان به منم، دزد، بچه‌ها و ماهی، باغ لوئیز، ۳۰۰ مایل تا بهشت، پیت‌بول (فیلم)، پیت‌بول (سریال تلویزیونی)، به‌دور از جاده، چقدر دور، چقدر نزدیک، همبستگی، همبستگی...، ناپلئون، مرشد و مارگاریتا، تیم، یانوشیک: روایتی واقعی، هفته مقدس، داستان‌های عاشقانه، خراش و ۸۰ میلیون اشاره کرد.